# Galactea
A Galactea a rovarok (Insecta) osztályának a botsáskák (Phasmatodea) rendjéhez, ezen belül a Diapheromeridae családjához és a Necrosciinae alcsaládjához tartozó nem.

## Rendszerezés
A nembe az alábbi fajok tartoznak:
- Galactea galacptera
- Galactea stercoraria
- Galactea titschacki
- Galactea winkleri